# Fédération naturiste internationale
Pour les articles homonymes, voir FNI.
La Fédération naturiste internationale (FNI) ou International Naturist Federation (INF) est une organisation internationale représentant les sociétés, fédérations ou associations naturistes.

## Définition officielle du naturisme
À la suite de diverses variantes de l'écriture de la définition du naturisme depuis 1974, la FNI redonne en janvier 2016 dans ses 3 langues, la définition officielle du naturisme telle qu'elle avait été décidée au congrès fédéral de 1974, à Agde :

« Le naturisme est une manière de vivre en harmonie avec la nature, caractérisée par une pratique de la nudité en commun, qui a pour but de favoriser le respect de soi-même, le respect des autres et celui de l’environnement. »

## Histoire

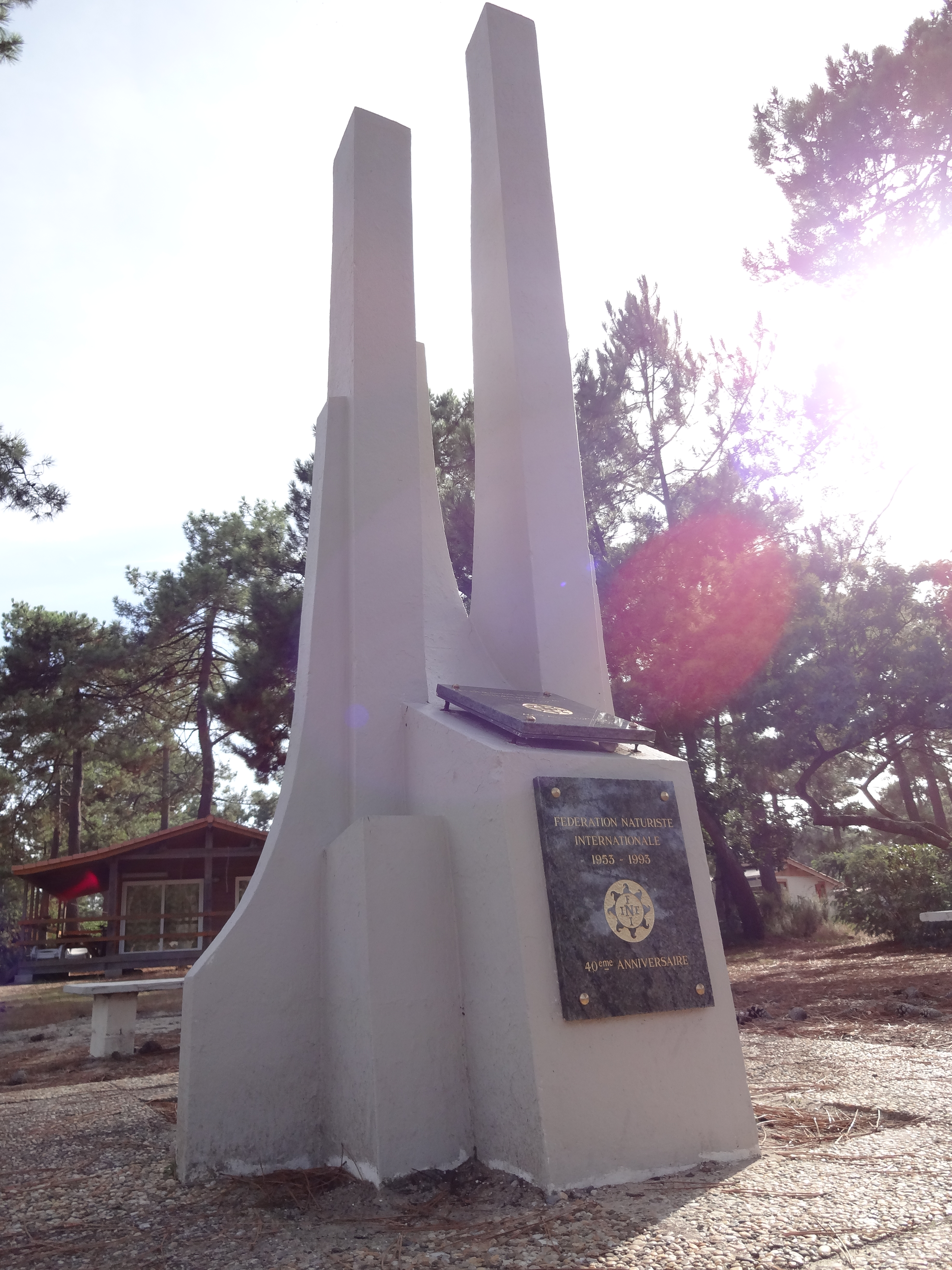
Monument au CHM-Montalivet à la fondation en 1953 de la Fédération Naturiste Internationale (FNI).

La "Fédération naturiste internationale / International Naturist Federation (FNI/INF)" a été créée en 1953, 3 ans après la Fédération française de naturisme.

## Organisations nationales affiliées
La FNI représente les naturistes de plus de 32 pays différents regroupés autour d’une charte définie en 2002-2003 (World Naturist Handbook, pub International Naturist Federation INF-FNI, Sint Hubertusstraat, B-2600 Berchem (Antwerpen)  (ISBN 90-5583-833-0)). La fédération propose aussi l’organisation d‘évènements et diverses communications pour promouvoir et échanger autour du naturisme. Elle regroupe aujourd’hui les organisations suivantes :

### Afrique
- Afrique du Sud - South African Naturist Federation

### Asie, Moyen-Orient
- Inde - Indian Naturist Federation
- Israël - עמותה ישראלית לנטוריזם / Israel Naturist Society
- Taïwan - Taiwan Naturist Society
- Thaïlande - เนเชอริสท์ แอสโซซิเอชั่น ไทยแลนด์ / Naturist Association Thailand

### Europe
- Allemagne - Deutscher Verband für Freikörperkultur (de)
- Autriche - Österreichischer Naturistenverband
- Belgique - Federatie van Belgische Naturisten / Fédération Belge de Naturisme / Belgischer Bund für Freikörperkultur
- Bulgarie - Union der Naturisten in Bulgarien
- Croatie - Drustvo Naturista Hrvatske (DFK)
- Danemark - Dansk Naturist Union
- Espagne - Federación Española de Naturismo
- Finlande - Finnish Naturist Federation
- France - Fédération française de naturisme
- Grèce - Greek Naturist Society
- Hongrie - Federation of Naturists in Hungary
- Irlande - Irish Naturist Association
- Italie - Federazione Naturista Italiana (it)
- Lituanie - Lithauen (Correspondant)
- Luxembourg - Fédération Luxembourgeoise de Naturisme
- Monténégro -  (Correspondant)
- Pays-Bas - Naturisten Federatie Nederland (nl)
- Norvège - Norsk Naturistforbund
- Pologne - Federacja Naturystów Polskich
- Portugal - Federação Portuguesa de Naturismo
- Roumanie - Asociația Ronaturism
- Royaume-Uni - British Naturism (en), jusqu’en 2009, Central Council for British Naturism
- Russie - RNF Telord
- Serbie - Naturist Organisation of Serbia - Naturisticka
- Slovénie - Zveza Drustev Naturistov Slovenije
- Slovaquie - Association of Slovak Naturists
- Suède - Sveriges Naturistförbund
- Suisse - Union Naturiste Suisse/Schweizer Naturisten Union/Unione Naturista
- Tchéquie - Czech-Moravian Naturist Federation

### Amérique

#### Amérique du Nord
- Canada - Fédération Québécoise de Naturisme (FQN) et the English-language Federation of Canadian Naturists (FCN) (en)
- République dominicaine : Union naturista de republica Dominiciana
- États-Unis - American Association for Nude Recreation (en)
- Mexique - Federación Nudista de México

#### Amérique du Sud
- Argentine - Espacio de Encuentro Naturista,
- Brésil - Federação Brasileira de Naturismo,
- Chili - Nudismo Chile,
- Pérou - Naturismo Peru,
- Uruguay - Asociación Uruguaya Nudista Naturista.

### Australie/Océanie
- Australie - Australian Nudist Federation
- Nouvelle-Zélande - New Zealand Naturist Federation Inc. (en)